# Imogen Wolff
Pour les articles homonymes, voir Wolff.
Imogen Wolff née le 26 mars 2006, est une coureuse cycliste britannique. Elle court sur route, sur piste et en cyclo-cross.

## Biographie
En 2023 et 2024 pour ses deux années chez les juniors (17/18 ans), Imogen Wolff est mmebre du programme British Junior Cycling Academy, géré par British Cycling. Elle participe à des compétitions sur route, sur piste et en cyclo-cross.
Le 15 janvier 2023, elle devient en solitaire championne de Grande-Bretagne de cyclo-cross juniors. Deux semaines plus tard, elle se classe 23e du championnat du monde de cyclo-cross juniors. Lors de la saison sur route, elle décroche plusieurs tops 10, terminant notamment cinquième du championnat du monde sur route juniors, septième du Tour des Flandres juniors et dixième du Watersley Ladies Challenge. Lors de la saison de cyclo-cross 2023-2024, elle monte à deux reprises sur le podium d'une manche de Coupe du monde juniors (deuxième du Scheldecross et troisième à Dublin). Elle est également membre du relais mixte qui est médaillé d'argent aux championnats d'Europe de cyclo-cross et termine dans le top 10 du championnat d'Europe et des mondiaux de cyclo-cross.
En mars 2024, elle gagne sur route en solitaire le Piccolo Trofeo Alfredo Binda (première manche de la Coupe des Nations juniors) devant sa compatriote Cat Ferguson. Elle est ensuite quatrième de Gand-Wevelgem juniors, du Tour des Flandres juniors et sixième du Tour du Gévaudan Occitanie. Aux championnats d'Europe sur piste juniors à Cottbus, elle remporte la médaille d'argent sur la poursuite par équipes. Aux mondiaux sur piste juniors à Luoyang, elle devient championne du monde de poursuite par équipes, avec un nouveau record du monde junior. Deux jours plus tard, elle remporte également le titre sur la course aux points. Dans la seconde moitié de la saison 2024, elle court en tant que stagiaire pour l'équipe Visma-Lease a Bike, avant de passer professionnelle dans cette formation lors de la saison 2025.
Pour sa première course au niveau professionnel, elle participe début mars 2025 au Tour d'Estrémadure. Après un contre-la-montre inaugural qui lui permet de rester au contact au classement général (12e) et notamment au classement des meilleures jeunes, elle termine 2e du sprint de la 2e étape remportée par Mie Bjørndal Ottestad. Le lendemain, à l'occasion de la 3e et dernière étape, elle remporte la victoire, au sprint, à Hervás. Elle remporte également le classement des meilleures jeunes.

## Palmarès sur piste

### Championnats du monde
| Édition / Épreuve      | Poursuite par équipes | Course aux points |
| Luoyang 2024 (juniors) | Or                    | Or                |

### Championnats d'Europe
| Édition / Épreuve      | Poursuite par équipes |
| Cottbus 2024 (juniors) | Argent                |

## Palmarès en cyclo-cross
- 2022-2023
  -  Championne de Grande-Bretagne de cyclo-cross juniors
- 2023-2024
  - National Trophy Series juniors #1, South Shields
  -  Médaillée d'argent du championnat d'Europe de cyclo-cross en relais mixte
  - 3e du championnat de Grande-Bretagne de cyclo-cross espoirs
  - 4e de la Coupe du monde juniors
  - 5e du championnat d'Europe de cyclo-cross juniors
  - 8e du championnat du monde de cyclo-cross juniors
- 2024-2025
  - 2e du championnat de Grande-Bretagne de cyclo-cross espoirs
  - 3e du championnat de Grande-Bretagne de cyclo-cross
  - 7e de la Coupe du monde espoirs
  - 9e du championnat du monde de cyclo-cross espoirs

## Palmarès sur route

### Par années
- 2023
  - 5e du championnat du monde sur route juniors
- 2024
  - Piccolo Trofeo Alfredo Binda
  - 2e du championnat de Grande-Bretagne sur route juniors
  -  Médaillée de bronze du championnat du monde du contre-la-montre juniors
  - 3e du Lincoln Grand Prix
  - 6e du championnat du monde sur route juniors
- 2025
  - 3e étape du Tour d'Estrémadure

### Résultats sur les grands tours

#### Tour de France
1 participation
- 2025 : 89e

#### Tour d'Espagne
1 participation
- 2025 : 66e

### Classements mondiaux
| Année                                 | 2024  |
| ------------------------------------- | ----- |
| Classement UCI                        | 1201e |
|                                       |       |
| Légende : nc = non classéSource : UCI |       |